# Kilómetro Doce
Kilómetro Doce (Kurzform: Km 12) (Langform: Kilómetro Doce a Cochabamba = Kilometer 12 nach Cochabamba) war eine Kleinstadt im Departamento Santa Cruz im südamerikanischen Anden-Staat Bolivien.

## Lage im Nahraum
Kilómetro Doce war zentraler Ort des Kanton Km 12 im Municipio La Guardia in der Provinz Andrés Ibáñez. Die Stadt liegt am rechten Ufer des Río Piraí auf einer Höhe von 458 m. Der Kanton Km 12 grenzt im Osten unmittelbar an den Stadtrand der Metropole Santa Cruz und im Südwesten an den Kanton La Guardia. Mit Wirkung der Volkszählung von 2012 ist Kilómetro Doce nicht mehr als eigenständige Ortschaft notiert, sondern Ortsteil der Stadt La Guardia geworden.

## Geographie
Kilómetro Doce liegt im tropischen Feuchtklima am Ostrand der Anden-Gebirgskette der Cordillera Oriental. Die Region war vor der Kolonisierung von Monsunwald bedeckt, ist heute aber größtenteils Kulturland.
Die mittlere Durchschnittstemperatur der Region liegt bei knapp 24 °C (siehe Klimadiagramm Santa Cruz), die Monatswerte schwanken zwischen 20 °C im Juni/Juli und gut 26 °C von Oktober bis Dezember. Der Jahresniederschlag beträgt etwa 1050 mm, die Monatsniederschläge sind ergiebig und liegen zwischen 35 mm im Juli und 160 mm im Januar.

## Verkehrsnetz
Kilómetro Doce liegt in einer Entfernung von zwölf Kilometern südwestlich von Santa Cruz, der Hauptstadt des Departamentos.
Vom Zentrum von Santa Cruz führt die asphaltierte Nationalstraße Ruta 7 als vierspurige "Avenida Grigotá" in südwestlicher Richtung über El Carmen nach Kilómetro Doce und weiter über La Guardia, El Torno und La Angostura nach Cochabamba.

## Bevölkerung
Die Einwohnerzahl der Stadt ist in den vergangenen beiden Jahrzehnten um etwa ein Viertel angestiegen:
| Jahr | Einwohner | Quelle       |
| ---- | --------- | ------------ |
| 1992 | 2019      | Volkszählung |
| 2001 | 2120      | Volkszählung |